# چانگ مونگ-جیو
جانگ مونگ-گیو، (به کره‌ای: 정몽규) (زاده ۱۴ ژانویه ۱۹۶۴) کارآفرین، بازرگان و مدیر ارشد اجرایی کره‌ای است، که در حال حاضر به‌عنوان رییس هیئت مدیره شرکت توسعه هیوندای فعالیت می‌کند. چانگ از سال ۲۰۱۳ ریاست فدراسیون فوتبال کره جنوبی را نیز برعهده دارد.
وی از سال ۲۰۰۰ ریاست هیئت مدیره باشگاه فوتبال بوسان ای‌پارک را نیز در اختیار دارد. چانگ مونگ-جیو در فاصله سال‌های ۱۹۹۶ تا ۱۹۹۹ به‌عنوان مدیر عامل اجرایی و رییس هیئت مدیره شرکت هیوندای موتور، فعالیت می‌کرد.